# Toribio Ticona Porco
Toribio Ticona Porco, né le 25 avril 1937, prélat catholique bolivien de Corocoro. Il a été créé cardinal non électeur lors du consistoire du 29 juin 2018.